# Вуршен

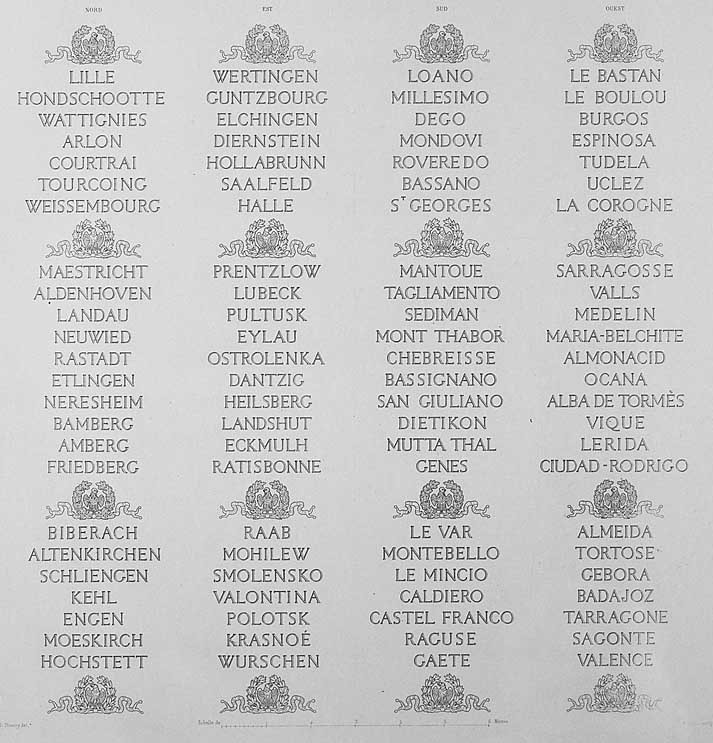
Упоминание о сражении при Баутцене как о «Сражении при Вуршене» на Триумфальной арке в Париже (нижняя надпись, 2-я колонка слева)

Ву́ршен или Во́рцын (нем. Wurschen; в.-луж. Worcynо файле) — сельский населённый пункт в статусе городского района Вайсенберга, район Баутцен, федеральная земля Саксония, Германия.
Во французской историографии битва при Баутцене в мае 1813 года имеет также другое наименование, названное по имени деревни — «Bataille de Wurschen» (Сражение при Вуршене) согласно упоминания этого сражения на Триумфальной арке в Париже.

## География
Населённый пункт находится примерно в одиннадцати километрах восточнее Баутцена. Расположен между реками Droźdžijčanska на западе и Rodečanska на востоке. Разделяется на две части — северную и южную, между которыми находится бывший усадебный сад с прудом «Koppelteich». По южной части усадебного парка проходит автомобильная дорога S111 (Баутцен — Вайсенберг), которая соединяет населённый пункт с деревней Нойпуршвиц (Нове-Поршицы) на западе и Нехерн (Нехорнь) на востоке.
Между Белгерном и деревней Вуршен находится Белгернский пруд (Belgernscher Teich, Běłohóski hat) и на западе — пруд «Grose Halbscher Teich» (Wulki hołbjanski hat).
Соседние населённые пункты: на севере — деревня Белгерн (Бела-Гора), на востоке — Нехерн, на юге — Родевиц (Родецы) коммуны Хохкирх, на юго-западе — деревня Дреза (Дрожджий).
Серболужицкий натуралист Михал Росток в своём сочинении «Ležownostne mjena» упоминает земельные наделы в окрестностях деревни под наименованиями: Domski hat, Chopel-hat, Zadwórnica, Ferštaŕska łuka, Wósporska łuka, Mała Symanca, Wulka Symanca, Wulka łuka, Běłohorska sucha łuka, Psowa hora, Nowakec kerčk, Wišnjowa zahroda, Wulke hona, Srěnje hona, Druholny, Hórki, Pola Šosarjec kerkow, Tórnow, Wumjeńc, Droždźijska hora, Wyše hata, Gruntec hora.

## История
Впервые упоминается в 1359 году под наименованиями «Wursyn, Wursin», с 1697 года — в современной орфографии. С 1936 по 1957 года деревня входила в коммуну Нехерн, с 1957 по 1993 года — в коммуну Канневиц, в 1993—1994 годах — в коммуну Дреза. В 1994 году деревня по итогам муниципальной реформы вошла в городские границы Вайсенберга.
Замок в Вуршене упоминается в 1392 году, усадьба — с конца XVIII века. Усадьба находилась во владении различных собственников. Во время сражения при Баутцене 20 — 21 мая 1813 года в замке находился штаб Русско-прусской объединённой армии, в связи с чем эта битва упоминается на Триумфальной арке в Париже как «Сражение при Вуршене». В этом штабе присутствовали фельдмаршалы Михаил Богданович Барклай-де-Толли, Иван Иванович Дибич-Забалканский и прусские военачальники. После первого дня сражения в усадьбе остановился прусский король Фридрих Вильгельм III, российский император Александр I квартировался в соседнем Пуршвице.
С 1828 года усадьба находилась в собственности графского рода Зольмс-Зонневальде (Solms-Sonnenwalde). Во времена ГДР была национализирована, в 1997 году возвратилась своим прежним владельцам.
В настоящее время деревня входит в состав культурно-территориальной автономии «Лужицкая поселенческая область», на территории которой действуют законодательные акты земель Саксонии и Бранденбурга, содействующие сохранению лужицких языков и культуры лужичан.
Исторические немецкие наименования
- Wursyn, Wursin, 1369
- Ulman von Wursyn, 1390
- Wurssen, 1410
- Wurßin, 1419
- Worsen, Worssen, 1448
- Wurczyn, 1449
- Worschen, 1474
- Worschin, Wurschin, 1507
- Wurschen, 1697

## Население
Официальным языком в населённом пункте, помимо немецкого, является также верхнелужицкий язык.
До середины XIX века деревня была полностью славянской и моноязычной. В книге «Serbske stawizny» (История лужичан) упоминается, что для детей, проживавших в деревне, немецкий язык был таким же «чуждым, как греческий язык и латынь».
Согласно статистическому сочинению «Dodawki k statisticy a etnografiji łužickich Serbow» Арношта Муки в 1884 году в деревне проживало 242 жителей (из них — 216 лужичанина (89 %)).
| 1834 | 1871 | 1890 | 1910 | 1925 | 1964 | 1990 | 2016 |
| ---- | ---- | ---- | ---- | ---- | ---- | ---- | ---- |
| 152  | 199  | 221  | 191  | 196  | 488  | 484  | 312  |

## Достопримечательности
Культурные памятники федеральной земли Саксония
Всего в населённом пункте находятся 15 объектов памятников культуры и истории:
- Каменное распятие, 1817 год, на северо-востоке от деревни, примерно в 120 метрах к востоку от моста через реку Котицер-Вассер
- Жилой дом, XIX век, ул. Belgerner Straße 4
- Жилой дом, 1842 год, ул. Belgerner Straße 9
- Жилой дом с конюшней и задней пристройкой, 1820—1850, ул. Belgerner Straße 14
- Жилой дом с беседкой, 1820—1850, ул. Lerchenweg 7
- Жилой дом, XVIII век, ул. Lerchenweg 8
- Два каменных мостов-настилов, XIX век, ул. Lerchenweg 12
- Усадебный дом с парком, XVIII век, ул. Schloßplatz 2, 4, 5, 6, 7, 10, 12
- Семь хозяйственных построек крестьянского двора, XVIII—XIX вв., ул. Schloßplatz 2, 4, 5, 6, 10, 12
- Замок с окружающим рвом и двумя каменными мостами, 1701—1708, ул. Schloßplatz 7
- Два шестиугольных складских здания во дворе, XVIII—XIX вв., ул. Schloßplatz 2, 4, 5, 6, 7, 10, 12
- Остатки северо-западной ограждающей стены, ул. Schloßplatz 2, 4, 5, 6, 7, 10, 12
- Мемориальный камень на пути к восточной границе парка, ул. Schloßplatz 2, 4, 5, 6, 7, 10, 12
- Мемориальный камень, 1945 год, ул. Weißenberger Straße (рядом с автобусной остановкой)
- Два каменных моста-настила, XIX век, ул. Weißenberger Straße 16